# Nagybilács
Nagybilács (horvátul: Veliki Bilač) falu Horvátországban, Pozsega-Szlavónia megyében. Közigazgatásilag Cseglényhez tartozik.

## Fekvése
Pozsegától légvonalban 19, közúton 25 km-re keletre, községközpontjától  légvonalban 5, közúton 14 km-re délnyugatra, a Dilj-hegység északi lejtőin, a Longya bal oldali mellékvize, a Jaz-patak partján fekszik.

## Története
A falu a késő középkorban valószínűleg ahhoz az uradalomhoz tartozott, melynek Dedinareka volt a központja. A térséget 1536 körül foglalta el a török és több, mint 150 évig török uralom alatt volt. Bilács neve abban az 1544-es okiratban szerepel először, melyben a Grapszki család kéri a bécsi udvarnál elvesztett szlavóniai birtokaiban való megerősítését. A török uralom idején katolikus horvátok lakták. Neve szerepel az 1545-ös török defterben.
A térség 1687-ben szabadult fel a török uralom alól. A török uralom alóli felszabadítás után hat szerb család költözött ide. 1698-ban „Bilach” néven 4 portával szerepel a török uralom alól felszabadított települések összeírásában.
 1702-ben 10, 1760-ban 23 ház állt a településen.

Az első katonai felmérés térképén „Dorf Veliki Bilacs” néven található. Lipszky János 1808-ban Budán kiadott repertóriumában „Billach (Veliki)” néven szerepel. 
Nagy Lajos 1829-ben kiadott művében „Billach (Nagy Bilacz)” néven 52 házzal, 99 katolikus és 238 ortodox vallású lakossal találjuk.
1857-ben 176, 1910-ben 239 lakosa volt a településnek. Az 1910-es népszámlálás szerint lakosságának 52%-a horvát, 48%-a szerb anyanyelvű volt. Pozsega vármegye Pozsegai járásának része volt. Az első világháború után 1918-ban az új szerb-horvát-szlovén állam, majd később (1929-ben) Jugoszlávia része lett. 1991-től a független Horvátországhoz tartozik. 1991-ben lakosságának 61%-a szerb, 37%-a horvát nemzetiségű volt. 2011-ben a településnek 36 lakosa volt. Közösségi háza van.

## Lakossága
| Lakosság változása | Lakosság változása | Lakosság változása | Lakosság változása | Lakosság változása | Lakosság változása | Lakosság változása | Lakosság változása | Lakosság változása | Lakosság változása | Lakosság változása | Lakosság változása | Lakosság változása | Lakosság változása | Lakosság változása | Lakosság változása |
| ------------------ | ------------------ | ------------------ | ------------------ | ------------------ | ------------------ | ------------------ | ------------------ | ------------------ | ------------------ | ------------------ | ------------------ | ------------------ | ------------------ | ------------------ | ------------------ |
| 1857               | 1869               | 1880               | 1890               | 1900               | 1910               | 1921               | 1931               | 1948               | 1953               | 1961               | 1971               | 1981               | 1991               | 2001               | 2011               |
| 176                | 190                | 175                | 191                | 216                | 239                | 228                | 240                | 225                | 215                | 184                | 139                | 78                 | 59                 | 49                 | 36                 |